# دافيد كورتيس كاباييرو
دافيد كورتيس كاباييرو (بالإسبانية: David Cortés)‏ (مواليد 29 أغسطس 1979 في ليرينا - إسبانيا) لاعب كرة قدم إسباني يلعب حالياً لصالح نادي الدرجة الأولى خيتافي الإسباني منذ 2006 في مركز الظهير الأيمن.

## روابط خارجية
- دافيد كورتيس كاباييرو على موقع قاعدة بيانات كرة القدم.إي يو (الإنجليزية)
- دافيد كورتيس كاباييرو على موقع Soccerway.com (الإنجليزية)
- دافيد كورتيس كاباييرو على موقع عالم كرة القدم.نت (الإنجليزية)
- دافيد كورتيس كاباييرو على موقع AS.com (الإسبانية)